# Palácio de Sant'Anna
O Palácio de Sant'Anna, igualmente conhecido como Palacete na Calçada de Santana, n.º 214, é um palácio situado na freguesia de Arroios, na cidade de Lisboa, em Portugal.

## Descrição
O palácio está inserido na malha urbana em gaveto, formando sensivelmente um L, com as fachadas principais para a Calçada de Santana e para a Rua do Instituto Bacteriológico, enquanto que a tardoz, onde se encontra uma área ajardinada, está orientada para o Hospital de São José, a encosta da Graça e a Penha de França. Encontra-se na área de protecção do Campo dos Mártires da Pátria, classificado como Imóvel de Interesse Público.
O imóvel segue principalmente as linhas do estilo chão, com alguns elementos de inspiração barroca italiana. Apresenta uma grande horizontalidade, destacando-se pelas proporções e organização simétrica das fachadas, principalmente a que dá para a Calçada de Santana. Ambas as fachadas possuem vãos dispostos de forma regular, sendo as do andar nobre de sacada, enquanto que as dos restantes pisos são de peito. É de especial interesse o portal principal, que abrange dois pisos devido à natureza em declive do terreno, e com uma moldura em cantaria profusamente trabalhada, unindo-se ao janelão central do piso de cima. Este possui uma varanda de maiores dimensões do que as laterais, e tem igualmente uma moldura em cantaria esculpida, com uma verga em lóbulos de forma curvilínea, modelo típico do barroco joanino.
Embora tenha sido construído originalmente como uma residência particular abastada, nos inícios da década de 2000 ganhou novas funções, como um edifício de escritórios e um centro para eventos. No interior merece uma especial atenção o átrio principal, uma capela de pequenas dimensões, a escadaria para o piso nobre, e várias salas naquele andar. O interior está ricamente decorado, centrando-se principalmente no estilo neoclássico com alguns elementos do Rococó, dos finais do século XVIII, com azulejos, estuques e tectos pintados com telas. Destacam-se os azulejos pombalinos na capela, e os lambris de azulejos na escadaria principal, de inspiração neoclássica. Também são de interesse os pavimentos das salas do piso nobre viradas para poente, elaborados em madeiras exóticas com motivos decorativos geométricos.

## História
O palácio foi construído em 1740, sobre estruturas já existentes, que teriam sido as ruínas ou alicerces de lotes ou foros. Logo em 1755 foi muito danificado por um grande sismo, tendo sobrevivido apenas as fachadas viradas a Norte e poente. As obras de reconstrução foram concluídas em 1764. Em 1795 foram colocados os azulejos neoclássicos na escada e no piso nobre do edifício, produzidos na Real Fábrica do Rato. Entre 1896 e 1805 foram pintados os tectos e as sancas de várias salas, cuja obra ficou a cargo do célebre artista Jean-Baptiste Pillement e da sua escola. Entretanto, em 1800 instalaram-se os pavimentos em parquet francês nos salões e no vestíbulo, utilizando madeiras exóticas. Depois de um período de interregno, entre 1830 e 1840 o recheio da casa voltou a ser valorizado, desta vez com a aquisição de molduras para as paredes dos salões.
Em 1867 inicia-se uma nova fase na história do edifício, com a instalação da Embaixada do Império Austro-Húngaro. Esta foi encerrada em 1918, na sequência da extinção do Império Austro-Húngaro, após o final da Primeira Guerra Mundial. No ano seguinte foi comprada pelo professor António Lino Neto, que a utilizou como habitação. Entre 1940 e 1998 foi arrendada à Direcção Geral de Viação, que sedeou ali os seus serviços e os da Polícia de Viação e Trânsito. Em 2000 foi adquirida pelo arquitecto João Teixeira da Motta Guedes e pela sua esposa, Maria de Jesus Patrício Lino Netto da Motta Guedes, encontrando-se nessa altura em grave estado de conservação. Os trabalhos de recuperação iniciaram-se em 10 de Abril desse ano, e foram concluídos cerca de dois anos depois, tendo o palácio sido aberto ao público em 2 de Novembro de 2002.